# PROKLA
『PROKLA』（プロクラ）は、1971年に創刊したドイツの、マルクスの理論と経済理論形成の歴史に重点を置く社会科学批判のための雑誌。

## 概要
『PROKLA』（正式名称： PROKLA – Zeitschrift für kritische Sozialwissenschaft）は、1971年に創刊した、社会学と社会史、政治科学を扱うドイツのマルクス主義の雑誌。取り扱う分野は、経済学、エコロジー、批判理論、国際関係、社会運動。雑誌のウェブ上でのバックナンバーは自由に閲覧できる。本誌はInternetportals Linksnetの協力相手の一つである。
2008年時点で、Christina Deckwirth, Alex Demirović, ミヒャエル・ハインリッヒ, Martin Kronauer, Henrik Lebuhn, Stephan Lessenich, Sabine Nuss, Thomas Sablowski, Dorothea Schmidtが編集委員を務める。
『PROKLA』は1971年に『Sozialistische Politik』の編集の一環で、『Probleme des Klassenkampfs – Zeitschrift für politische Ökonomie und sozialistische Politik』として創設された。1976年から1992年まではRotbuch-Verlagから発行された。1976年来、タイトルは最初の「Probleme des Klassenkampfs」のままで、その頭文字をとった「PROKLA」はまだ表紙で利用されていただけであったが、1992年まで本扉に使われていた。1992年の最初の号から出版社の変更に伴って、サブタイトルも「Zeitschrift für politische Ökonomie und sozialistische Politik」から「Zeitschrift für kritische Sozialwissenschaft」へ変更された。本誌は社団法人Vereinigung zur Kritik der politischen Ökonomieが発行し、Verlag Westfälisches Dampfbootが出版している。
『PROKLA』には、Johannes Agnoli, ルイ・アルチュセール, エルマー・アルトファータ―, Samir Amin, バクハウス, Rudolf Bahro, Etienne Balibar, ノーム・チョムスキー, Iring Fetscher, André Gunder Frank, Andre Gorz, デービッド・ハーヴェイ, John Holloway, ナオミ・クライン, Alain Lipietz, Paul Mattick, Chantal Mouffe, Oskar Negt, ニコス・プーランツァス, イマニュエル・ウォーラーステイン などが寄稿している.